# Киро, Синди

Алсьен Синтия «Синди» Киро (англ. и маори Alcyion Cynthia «Cindy» Kiro; род. 2 июля 1958, Фангареи, Нортленд, Новая Зеландия) — новозеландский государственный и общественный деятель, генерал-губернатор Новой Зеландии с 21 октября 2021 года. Первая женщина-маори на этом посту.

## Биография

### Молодые годы, учёба
Родилась 2 июля 1958 года в Фангареи, что в регионе Нортленд, Новая Зеландия. Носит два греческих имени, что связано, по всей видимости, с участием батальона маори в боевых действиях Второй мировой войны на территории Греции. Из бедной, рабочей семьи. Отец — Норман Симпсон, родом из деревни в угледобывающем районе Ланкашира, на севере Англии, после службы в Британской армии переехал в Австралию, а затем в Новую Зеландию, где работал водителем грузовика. Мать — Нгавайуну Киро, родилась в покрытой пальмовыми листьями хижине в Кайкохе, на крайнем севере Новой Зеландии, в семье активистов национального движения маори. Родители познакомились в Окленде. По отцу — пакеха, по матери — маори из иви Нгапухи, Нгатикаху и Нгатихине. Синди — старшая среди братьев и сестёр, в семье было шестеро детей. Взяла девичью фамилию матери, воспитывалась бабушкой и дедушкой, которые разговаривали с ней по-английски, избегая маори в силу царивших тогда предубеждений и притеснений родного языка. В повседневности предпочитает имя Синди.
Семья неоднократно переезжала в поисках лучших возможностей, осев наконец в Те-Атату, в западном Окленде. Окончила Резерфордскую среднюю школу, где училась в первом языковом классе маори под руководством Джун Мариу. В школьные годы также занималась в группе «Te Rōpu Manutaki» по хаке у Питы Шарплса, в частности, в этом качестве в возрасте 17 лет впервые встретилась с королевой Елизаветой II и принцем Филиппом по их приезду в Новую Зеландию. В дальнейшем выучилась на социального работника в университете Мэсси. С детства испытывала сильную тягу к знаниям и хотела добиться чего-то большего чем остальные сверстники, в результате чего стала единственным в своей семье обладателем высшего университетского образования. В 1987 году получила степень бакалавра искусств в области социальных наук в Оклендском университете. В 1987 году прошла курсы по эпидемиологии в Европейском университетском институте в Италии. В 1992 году получила степень магистра делового администрирования Оклендского университета. В 1995—2000 годах являлась преподавателем, а затем старшим преподавателем Школы социальной работы и социальной политики университета Мэсси. В 2001 году получила степень доктора философии в области социальных наук, защитив в университете Мэсси диссертацию на тему «Политика и практика в области здравоохранения маори».

### Работа в здравоохранении и образовании
В 1999—2002 годах занимала пост генерального менеджера по охране здоровья маори и исполняющей обязанности генерального директора по финансам и трудоустройству в совете Окленда по здравоохранению, а в 2000—2001 годах была директором Управления финансами здравоохранения в Веллингтоне. В 2002—2003 годах находилась на посту директора центра «Вайора» по исследованию общественного здравоохранения при университете Мэсси, где также была ассоциированным профессором. В 2003—2009 годах занимала должность комиссара Новой Зеландии по делам детей, став первой женщиной и первой маори в этом качестве. Во время пребывания в должности сосредоточилась на решении социальных проблем, таких как детская бедность и насилие в отношении детей. В 2006 году, после убийства Криса и Кру Кахуи, поддержала идею о создании межпартийной группы по борьбе с насилием в семье с целью изменения законодательства, политики и практики в этой области. Отмечала, что в детстве не подвергалась насилию, тогда как большинство новозеландцев в детстве били родители, хотя есть более эффективные способы воспитывать детей. Указывая на то, что Новая Зеландия занимает одно из первых мест среди развитых стран по показателю детской смертности в результате жестокого обращения, Киро призывала отменить 59-й параграф акта о преступлениях 1961 года, который разрешал родителям применять «разумную силу» для наказания своего ребёнка. Ввиду того, что в новозеландском обществе телесные наказания расценивались как вполне нормальная практика, Киро натолкнулась на общественное противодействие вмешательству государства в дела семьи, хотя в организованную ею службу по семейным вопросам только за один год поступало примерно 400 жалоб. Поправка в акт о преступлениях в итоге всё же была принята и телесные наказания были запрещены законодательно, однако, по словам Киро, физическое, эмоциональное и сексуальное насилие по отношению к детям всё так же осталось окружено «стеной молчания».
Дальнейшую карьеру продолжила в сфере университетского образования, специализируясь на общественном здравоохранении и связанных с ним социальных вопросах. Так, в 2009—2012 годах занимала пост ассоциированного профессора и возглавляла школу общественного здравоохранения при университете Мэсси, а в 2012—2014 годах была профессором и главой образовательной школы «Те Кура Маори» при университете Виктории в Веллингтоне. В 2014 году вернулась в Оклендский университет, где заняла пост профессора в школе маори и образования коренных народов «Те Пуна Вананга» и стала заместителем декана факультета образования и социальной работы. В 2017—2018 годах была директором кампуса «Те Тай Токерау», а в 2018—2021 годах — вице-канцлером университета от маори, будучи первой женщиной-маори на этой должности. В 2020—2021 годах занимала пост главного исполнительного директора Королевского общества Новой Зеландии, став первой маори и второй женщиной на данном посту. оставаясь профессором факультета образования и социальной работы. Во время работы в университете активно занималась пропагандированием использования языка маори в научной и учебной среде, приняв участие в подготовке и подписании акта о взаимопонимании по этому вопросу с местными иви, а также сыграла большую роль в формировании долголетних планов развития университета. Также была председателем и членом различных советов и организаций, работа которых была направлена на улучшение качества образования, здравоохранения и других социальных служб, в частности, для представителей народа маори.

### Пост генерал-губернатора Новой Зеландии

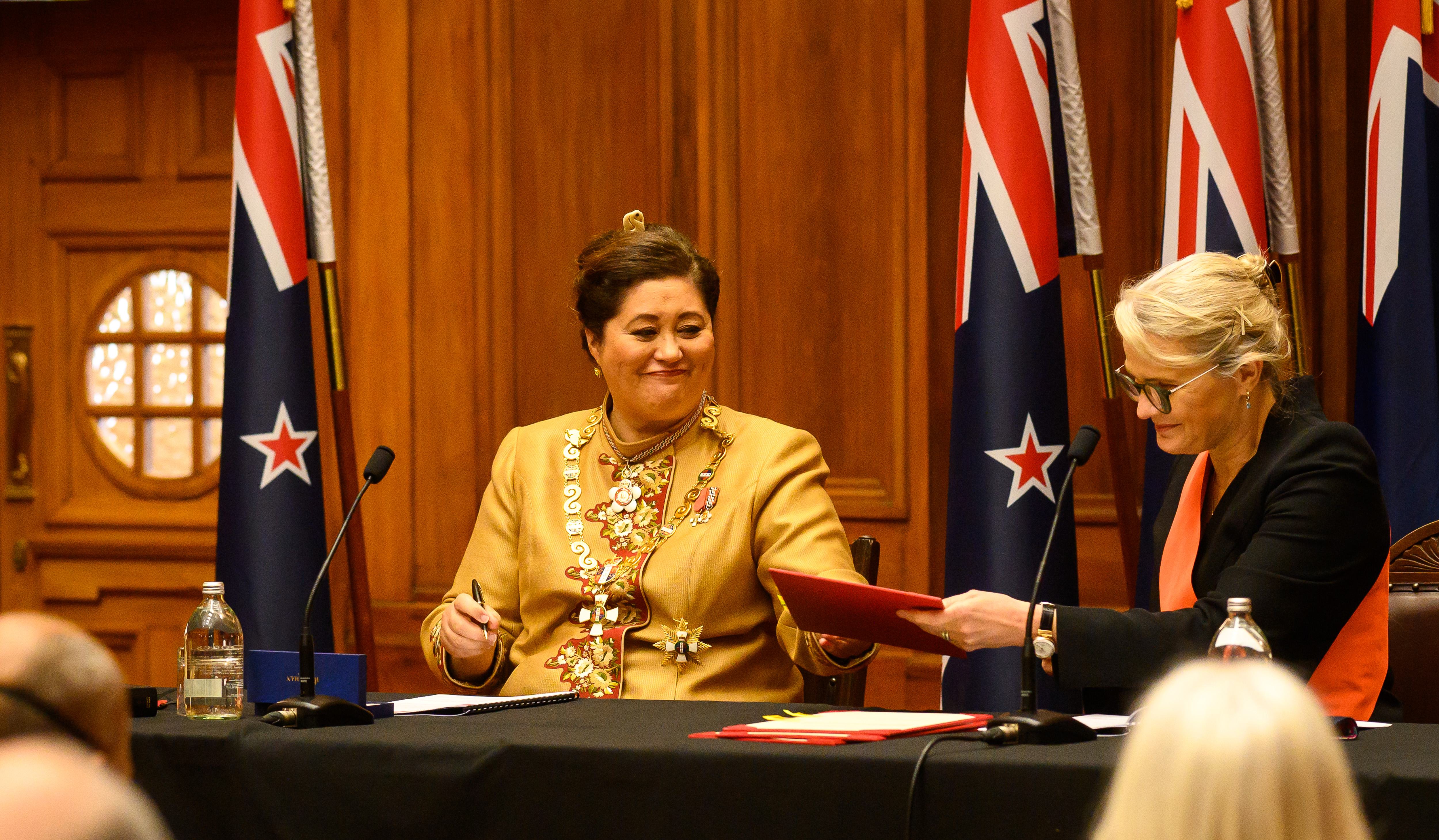
Церемония вступления в должность генерал-губернатора, 2021 год

24 мая 2021 года премьер-министр Новой Зеландии Джасинда Ардерн объявила о назначении Киро на пост генерал-губернатора Новой Зеландии, на что было получено одобрение королевы. 28 сентября действующий генерал-губернатор Пэтси Рэдди вышла в отставку, в связи с чем исполняющим обязанности губернатора стала главный судья Хелен Уинклман. 21 октября Киро вступила в должность генерал-губернатора на церемонии в парламенте Новой Зеландии, значительно сокращённой в связи с коронавирусными ограничениями. Стала 22-м генерал-губернатором, первым представителем народа маори, первой женщиной из маори, а также четвёртой женщиной на этом посту. На новой должности Киро отметила, что присягала на верность королеве и не может высказываться насчёт вопроса о конституционном устройстве Новой Зеландии, который должен решать народ. Вместе с тем отметила, что хоть договор Вайтанги не всегда соблюдается, все новозеландцы, как принадлежащие народу маори, так и имеющие британское происхождение, должны двигаться вперёд, не отрицая ошибок прошлого.

## Личная жизнь
Первый муж — Крис Кучел, архитектор, прожили вместе 30 лет. Двое взрослых сыновей — Каху и Дилан. Отмечала, что быть матерью — это большой стресс; сама шлёпала своих детей, когда они были маленькими и говорила, что корит себя за это. Второй муж — Ричард Дэвис, врач общей практики, за которого вышла замуж спустя пять лет после развода. Является мачехой для его двух сыновей. Любит ходить в походы на природу. В качестве домашних животных имеет двух мопсов. Свободно говорит по-английски и на маори.

## Награды
- Орден Заслуг степени Дамы Гранд-компаньона (9 августа 2021 года, при вступлении в должность генерал-губернатора)[44].
- Орден Заслуг степени Дамы-компаньона (31 декабря 2020 года) — «за заслуги в образовании и благополучии детей»[45].
- Почётный орден королевы степени компаньона (9 августа 2021 года, при вступлении в должность генерал-губернатора)[44].
- Орден святого Иоанна Иерусалимского степени Дамы (9 ноября 2021 года, при вступлении в должность генерал-губернатора)[46].